# Pseudoeriphus robustus
Pseudoeriphus robustus là một loài bọ cánh cứng trong họ Cerambycidae.